# Кожа
 Тази статия е за анатомичния орган.  За обработения материал вижте Кожа (суровина).  
Кожата е анатомичен орган, мекото външно покритие на тялото при гръбначните животни. Тя се отличава по структура, химичен състав и произход от покритието на други животни, като екзоскелета при някои безгръбначни.
Основните функции на кожата са да предпазва тялото от механични въздействия, патогени и прекалена загуба на вода. Тя служи и за топлоизолация, регулиране на температурата, както и като рецептор за част от сетивата.
При бозайниците кожата е най-големият орган, част от покривната система, и включва няколко слоя ектодермални тъкани. Всички бозайници имат косми по кожата си, дори морските, при които те са труднозабележими. Кожата на останалите гръбначни има различни характеристики от тази на бозайниците. Влечугите и рибите имат твърди защитни люспи, а птиците – пера, а кожата на земноводните е частично пропусклива и позволява осмозата на някои вещества.

## Устройство
Кожата е изградена от два основни слоя – епидермис и дерма. Под дермата е разположен още един вътрешен слой – подкожие (хиподерма), изградено главно от мастни клетки и в различните части от тялото е с различна дебелина. Епидермисът е съставен от 2 слоя – герминативен (в него клетките непрекъснато се делят) и рогов (съставен от мъртви клетки). В основата на епидермиса се намират пигментни клетки, съдържащи меланин, който придава цвета на кожата.
В дермата и епидермиса се съдържат редица нервни окончания, чрез които човешкият организъм непрестанно получава информация за измененията във външната среда.
Колагенните влакна се групират в дебели снопчета. Подкожието е изградено от хлабава влакнеста съединителна тъкан. В него се разполага и доста мастна тъкан. Колагенните и еластични влакна с възрастта значително намаляват. Това води до загуба на еластичността и гладкостта на кожата.

### Епидермис
Епидермисът е най-външният слой на кожата и е изграден от многослоен плосък вроговяващ епител. Неговата дебелина в различните части на тялото е различна. Средната дебелина на епидермиса при човека е около 50 μm, като достига най-голяма дебелина в областта на стъпалата – около 1,4 mm.
Епидермисът се състои от различни клетки: кератиноцити (около 95%), меланоцити, лангерхансови клетки, меркелови клетки и недиференцирани дендритни клетки. Въз основа на различията в броя, големината, формата и морфологията на кератиноцитите, се различават 4 основни слоя – от дермата към повърхността тези слоеве са базален, шипчест, зърнест и рогов. Най-дълбокият му слой е образуван от клетки, които непрекъснато се делят. Новите клетки, чиито брой нараства постоянно, избутват старите в по-горните слоеве. В този слой се срещат клетки (меланоцити), които произвеждат тъмния пигмент меланин. Той поглъща вредните ултравиолетови лъчи от слънчевата светлина и така предпазва клетките в по-дълбоките слоеве на кожата. Доказателство за неговото действие е фактът, че през лятото при продължително пребиваване на море или планина, количеството на този пигмент се увеличава.
При оцветяване с ХЕ под роговия слой се наблюдава т.нар. блестящ слой (на латински: stratum lucidum) – светла хомогенна зона, която не може да се наблюдава електронномикрокопски. Този слой най-добре се визуализира в участъците на дланите и стъпалата.

#### Базален слой
Базалният (основен) слой (на латински: stratum basale) се състои от един ред призматични клетки с размери от 10 до 14 nm. Свързани са помежду си с десмозоми, а с базалната мембрана се свързват чрез хемидесмозоми. Ядрата им са богати на хроматин, а цитоплазмата им е базофилна.

#### Шипчест слой
Шипчестият (бодлив) слой (на латински: stratum spinosum) се състои от 5 до 10 реда сплеснати клетки, които в близост до базалния слои са с кубична форма, по-повърхностните са с полигонална, а най-повърхностно разположените са с ромбична форма.

#### Зърнест слой
Зърнестият (гранулозен) слой (на латински: stratum granulosum) е съставен от 1 до 4 реда хоризонтално приплеснати клетки, оцветени в тъмно и най-силно развити в участъци със силно вроговяване като длани и ходила. Ядрата на тези клетки са по-малки от тези на шипчестия слой, а цитоплазмата им е изпълнена с кератохиалинни гранули.

#### Рогов слой
Роговият слой (на латински: stratum corneum) е най-повърхностният слой на епидермиса с дебелина от 10 до 100 µm. Образуван е от корнеоцити – плоски, безядрени, еозинофилни, рогови клетки, с неправилна шестоъгълна или петоъгълна форма, прикрепени помежду си чрез десмозоми. Клетките му са мъртви, загубили са ядрата си, а цитоплазмата им е изцяло заета от рогово вещество.
Този слой осигурява надеждна механична защита от различните въздействия на заобикалящата среда (болестотворни микроорганизми, химични и физични фактори) както и от загуба на вода. Състои от две части:
- pars conjuncta – към зърнестия слой
- pars desjuncta – от към външната страна. Тя е подложена на излющване и затова непрекъснато се възстановява от по-дълбоките слоеве. От нея непрекъснато отпадат клетки по единично или групово.

### Дерма
Дермата представлява около 15 – 20% от общата маса на цялото тяло. Разположена е под епидермиса и е изградена предимно от съединителна тъкан. Тя осигурява изхранването на епидермиса и определя здравината на кожата. Дебелината ѝ варира от 5 mm на кожата на гърба до 1 mm на кожата на клепачите.
Тя е богато кръвоснабдена, през нея минават около 10% кръв от общия кръвен поток. Това има голямо значение за терморегулаторната функция на кожата, както и за ролята ѝ като кръвно депо. През нея кръвта минава значително по-бавно отколкото през останалите тъкани и може да достигне до 1 литър. Непосредствено под епидермиса дермата образува изпъквания, наречени папили. Те са най-силно изразени по дланите и пръстите и образуват строго индивидуален рисунък. Тази особеност се използва в съдебната медицина и криминалистиката. В различните части на дермата са разположени потните и мастните клетки, както и придатъците на кожата.
Този слой се състои от два подслоя – папиларен и мрежест.
- Папиларният слой (на латински: stratum papillare) се разполага в основата на епидермиса и образува към него конусовидни издувания с различна височина – папили. Той е изграден от хлабава влакнеста съединителна тъкан. Тук се разполагат кръвоносни съдове, нерви и чувствителни телца. В този слой има гладкомускулни клетки, които формират мускулите на космите.
- Мрежестият слой (на латински: stratum reticulare) се състои от уплътнена съединителна тъкан. Клетките са малко на брой и включват фиброцити, мастоцити, хистиоцити, лимфоцити и плазматични клетки. В области като пениса, скротума, перинеума и зърната на гърдите този слой съдържа гладко-мускулни влакна.

#### Потни жлези
Потните жлези са разположени по цялото тяло, но най-много има по дланите, ходилата, слабините и подмишниците. Те представляват тръбички, на които единият край е навит на кълбенце, разположен в дермата, а другия излиза на повърхността на кожата. Секретът който отделят – потта, съдържа вода и разтворени в нея соли (NaCl) и други крайни продукти от обмяната – урея и др. Потта има кисела реакция. Потните жлези имат голямо значение за терморегулацията.

#### Мастни жлези
Мастните жлези имат изходни канали, които се отварят в космената торбичка. Клетките им постепенно се разрушават и отделят мастен секрет, натрупан в тях. Секретът на мастните жлези смазва космите и епидермиса, като по този начин го предпазва от изсушаване и напукване. Разрушените клетки се възобновяват посредством делене на основния клетъчен слой.

### Придатъци на кожата
Придатъците на кожата са рогови образувания на епидермиса. Те са 2 вида:
- Косми – покриващи цялото тяло с изключение на дланите, ходилата, пръстите и устните. Състоят се от корен, който е разположен в дермата и ствол, който излиза над повърхността на кожата. Коренът на косъма се намира в космена торбичка, където става нарастването и смазването му.
- Нокти – рогови образувания, които имат защитна функция. Те покриват най-крайните части на пръстите, където има натрупани голямо количество нервни окончания.

## Функции на кожата
Кожата притежава редица важни функции:
- защитна – кожата покрива цялото тяло и го предпазва от микроорганизми, защитава го от вредното влияние на ултравиолетовите лъчи, от загуба на вода и други.
- сетивна – в кожата се намират рецептори за възприемане на външни дразнения (топлина и студ, докосване, натиск, вибрации), които имат значение за общата сетивност. При хора с увредено зрение тази функция на кожата е силно развита.
- отделителна – чрез потта отделяна от потните жлези се отделят крайните продукти от обмяната на веществата. При увреждане на бъбреците тяхната функция отчасти се допълва от кожата – чрез потта се отделят повече вещества, а при захарен диабет терморегулаторната функция на кожата се осъществява главно чрез потоотделяне и изпарение на веществата.
- съхранителна – действа като център за съхранение на липиди и вода.
- абсорбираща – кислород, азот и въглероден диоксид могат да бъдат абсорбирани в епидермиса в малки количества. При хората, клетките намиращи се в най-външните 0,25 – 0,40 mm от кожата, почти изцяло се подхранват от външен кислород.[5]
- контрол на изпарението – кожата осигурява относително суха и полупропусклива бариера за намаляване на загубите на течност.[2]
- устойчивост на вода – кожата действа като водоустойчива бариера, така че основните хранителни вещества не се измиват от тялото.[6]
- камуфлажна – независимо дали кожата е гола или покрита с косми, козина, люспи или пера, кожните текстури осигуряват защитно оцветяване, което помага на животните да се прикрият от хищници.[7]

## Хигиена на кожата
Непосредственият досег с околната среда, както и непрекъснатото отмиране на горния слой на епидермиса, отделянето на пот и мастен секрет изискват спазване на лична хигиена на кожата. Редовното миене и къпане, чистата и ненаранена кожа са важен фактор за осъществяването на основните ѝ функции. Облеклото също има значение за нормалното функциониране на кожата – то трябва да е по възможност от естествени материали и съобразено с климатичните условия.
Кожата трябва да се предпазва от изгаряне. При изгаряне на значителна част от нея настъпва смърт. Понякога тя е добра среда за развитието на микроорганизми и гъбички. Спазването на личната хигиена намалява разпространението им. Инфекциите с гъбички (микози) се получават при плуване в замърсена вода, използване на общи хавлиени кърпи, дрехи, обувки и др.
С изтъняването на озоновия слой около Земята се увеличава вредното влияние на слънчевите лъчи. Продължителното излагане на слънце на незащитена кожа повишава риска от развитие на рак на кожата.